# Epiplema subalbata
Epiplema subalbata är en fjärilsart som beskrevs av Achille Guenée 1852. Epiplema subalbata ingår i släktet Epiplema och familjen Uraniidae. Inga underarter finns listade i Catalogue of Life.